# John Randolph
John Randolph (* 1. Juni 1915 in New York City, New York als Emanuel Hirsch Cohen; † 24. Februar 2004 in Hollywood, Kalifornien) war ein US-amerikanischer Schauspieler.

## Leben und Karriere
John Randolph wurde als Emanuel Hirsch Cohen in New York City als Sohn der jüdischen Immigrantin Dorothy Cohen, einer Versicherungsagentin, und Louis Cohen, einem früh verstorbenen Huthersteller, geboren. Als er zwölf Jahre alt war, gab ihm sein Stiefvater Joseph Lippman den Namen Mortimer Lippman. In den 1930er Jahren interessierte sich Randolph für Politik und Theaterwissenschaft, seitdem engagierte er sich für politisch linke Ziele. Er erwarb einen Studienabschluss am City College of New York; seine schauspielerischen Anfänge lagen im staatlichen Federal Theatre Project während der Great Depression. Ebenfalls nahm er Schauspielunterricht bei Stella Adler. In der zweiten Hälfte der 1930er-Jahre wurde er Teil der berühmten Theatergruppe Group Theatre.
Relativ zu Beginn seiner Schauspielkarriere wählte er den Künstlernamen John Randolph. Sein Broadwaydebüt gab Randolph 1938 in Coriolanus. In den darauffolgenden über 50 Jahren wirkte er an mehr als zwei Dutzend Broadway-Produktionen der unterschiedlichsten Genres mit. Seine Karriere wurde von einem Einsatz bei der United States Air Force im Zweiten Weltkrieg unterbrochen, doch in der Nachkriegszeit konnte er sich als renommierter Bühnendarsteller etablieren. 1987 gewann er einen Tony Award in der Kategorie Bester Nebendarsteller für seine Darstellung eines Großvaters in Neil Simons Broadway Bound. Seinen letzten Broadway-Auftritt hatte Randolph 1991 in Prelude to a Kiss.
Sein Filmdebüt gab Randolph 1948 in einer kleinen Rolle in dem Thriller Stadt ohne Maske von Jules Dassin, mit dem er bereits zuvor am Broadway gearbeitet hatte. Ab den frühen 1950er-Jahren spielte er auch in Fernsehserien. John Randolphs Karriere in Hollywood kam allerdings längere Zeit zum Erliegen, als er 1951 im Umfeld der McCarthy-Ära als vermuteter Kommunist auf die sogenannte Schwarze Liste gesetzt wurde, nachdem er sich geweigert hatte, vor dem Komitee für unamerikanische Umtriebe auszusagen. Danach musste er sich längere Zeit auf Fernseh- und Bühnenrollen beschränken. Trotz dieses beruflichen Einschnittes blieb er auch später politisch engagiert, so war er u. a. bei Amnesty International tätig und wurde er 1988 zum Präsidenten des National Council of American-Soviet Friendship gewählt. Nach dem Ende der Sowjetunion löste sich das Council auf und Randolph blieb der letzte Präsident.
Erst als 1966 John Frankenheimer ihn für eine der Hauptrollen in dem Thriller Der Mann, der zweimal lebte besetzte, nahm seine Karriere in Hollywood wieder Fahrt auf. Danach wurde der ergraute Randolph meistens in profilierten Nebenrollen besetzt. Zu seinen bekanntesten Filmen gehören Der Engel mit der Mörderhand (1967), Zwei dreckige Halunken (1969), Serpico (1973) und King Kong (1976). Unter anderem spielte Randolph oft die Väter oder Großväter der Hauptfiguren, etwa den Vater von Jack Nicholson in John Hustons Die Ehre der Prizzis (1985), den Vater von Chevy Chases Clark Griswold in der Weihnachtskomödie Schöne Bescherung (1989) und den Großvater von Tom Hanks in der Liebeskomödie E-m@il für Dich (1998).
Im amerikanischen Fernsehen war Randolph zwischen den 1950er- und 1990er-Jahren in berühmten Serien wie Kobra, übernehmen Sie, Bonanza, M*A*S*H, Columbo, Dallas, Eine schrecklich nette Familie, Seinfeld und Emergency Room – Die Notaufnahme als Gastdarsteller zu sehen. In der Sitcom Roseanne verkörperte er in zwei Folgen den Vater von Roseanne. Bei der Sitcom Seinfeld war Randolph in einer der ersten Folgen der Serie als Frank Constanza besetzt, danach wurde diese Rolle mit Jerry Stiller für den Rest der Serie als wiederkehrende Nebenfigur umbesetzt.
Mit seiner Frau Sarah Cunningham, die während der Oscarverleihung 1986 aufgrund eines Asthmaanfalls starb, war er von 1942 bis zu ihrem Tod verheiratet. Mit ihr hatte Randolph zwei Kinder. Er selbst starb im Februar 2004 in Kalifornien im Alter von 88 Jahren eines natürlichen Todes, etwa vier Jahre zuvor hatte er sich von der Schauspielerei zurückgezogen.

## Filmografie (Auswahl)
- 1948: Stadt ohne Maske (The Naked City)
- 1951: Vierzehn Stunden (Fourteen Hours)
- 1963: East Side/West Side (Fernsehserie, Folge 1x13)
- 1964: Hamlet
- 1964–1965: Preston & Preston (The Defenders, Fernsehserie, 3 Folgen)
- 1966: Der Mann, der zweimal lebte (Seconds)
- 1967: Das Mörder-Syndikat (The Borgia Stick, Fernsehfilm)
- 1967: Kobra, übernehmen Sie (Mission: Impossible, Fernsehserie, Folge 2x15)
- 1967–1969: Heiße Spuren (N.Y.P.D., Fernsehserie, 3 Folgen)
- 1967–1973: Mannix (Fernsehserie, 3 Folgen)
- 1968: Der Engel mit der Mörderhand (Pretty Poison)
- 1968–1972: Bonanza (Fernsehserie, 3 Folgen)
- 1969: Smith! – Ein Mann gegen alle (Smith!)
- 1969: Number One
- 1969: Hawaii Fünf-Null (Hawaii Five-O, Fernsehserie, Folge 2x04 Heißer Schnee)
- 1969: Gaily, Gaily
- 1969/1971: The Bold Ones: The Lawyers (Fernsehserie, 2 Folgen)
- 1970: Zwei dreckige Halunken (There Was a Crooked Man...)
- 1970–1971: The Bold Ones: The Senator (Fernsehserie, 3 Folgen)
- 1971: Kleine Mörder (Little Murders)
- 1971: A Step Out of Line (Fernsehfilm)
- 1971: Flucht vom Planet der Affen (Escape from the Planet of the Apes)
- 1971: Mord in San Francisco (Crosscurrent, Fernsehfilm)
- 1972: Eroberung vom Planet der Affen (Conquest of the Planet of the Apes)
- 1972: California Cops – Neu im Einsatz (The Rookies, Fernsehserie, Folge 1x05)
- 1972: All in the Family (Fernsehserie, Folge 3x14)
- 1973: Serpico
- 1974: Columbo (Fernsehserie, Folge 3x07 Schwanengesang)
- 1974: Kojak – Einsatz in Manhattan (Kojak, Fernsehserie, Folge 2x09)
- 1974: Erdbeben (Earthquake)
- 1974: McMillan & Wife (Fernsehserie, Folge 4x04)
- 1975: Das Geheimnis der Queen Anne (Adventures of the Queen, Fernsehfilm)
- 1975: Lucas Tanner (Fernsehserie, 10 Folgen)
- 1975: Wonder Woman (Fernsehserie, Pilotfolge Wonder Woman)
- 1976: Die Unbestechlichen (All the President’s Men, Sprechrolle)
- 1976: Independence (Kurzfilm)
- 1976: King Kong
- 1976: Spencers Piloten (Spencer's Pilots, Fernsehserie, Folge 1x11)
- 1977: Washington: Hinter verschlossenen Türen (Washington: Behind Closed Doors, Miniserie)
- 1977: Letzte Weihnacht (The Gathering, Fernsehfilm)
- 1977–1978: Lucan (Fernsehserie, 7 Folgen)
- 1978: Lou Grant (Fernsehserie, Folge 1x15)
- 1978: Fluchtpunkt Las Vegas (Nowhere to Run, Fernsehfilm)
- 1978: Der Himmel soll warten (Heaven Can Wait)
- 1979: Weißes Haus, Hintereingang (Backstairs at the White House, Miniserie)
- 1979: Vegas (Vega$, Fernsehserie, Folge 1x20)
- 1979: M*A*S*H (Fernsehserie, Folge 8x01 Ehe - und Gaumenfreuden)
- 1979–1980: Angie (Fernsehserie, 7 Folgen)
- 1980, 1986: Trapper John, M.D. (Fernsehserie, 2 Folgen)
- 1981: Dallas (Fernsehserie, 2 Folgen)
- 1981: Höllenfluß der Angst (Killing at Hell's Gate, Fernsehfilm)
- 1981: Bret Maverick (Fernsehserie, Folge 1x03)
- 1982: Familienbande (Family Ties, Fernsehserie, Folge 1x05)
- 1982: Frances
- 1982/1983: Quincy (Quincy, M.E., Fernsehserie, 2 Folgen)
- 1983: Aufruhr unter Tage (Kentucky Woman, Fernsehfilm)
- 1983: Die Zeitreisenden (Voyagers!, Fernsehserie, Folge 1x19)
- 1983: A Rose for Emily (Kurzfilm)
- 1983: Der Denver-Clan (Dynasty, Fernsehserie, 3 Folgen)
- 1985: Die Ehre der Prizzis (Prizzi’s Honor)
- 1986: Wer ist hier der Boss? (Who’s the Boss?, Fernsehserie, Folge 2x26)
- 1987: Der Equalizer (The Equalizer, Fernsehserie, Folge 3x03)
- 1988: Matlock (Fernsehserie, 2 Folgen)
- 1988: Der Hexenmeister (The Wizard of Loneliness)
- 1988–1989: Annie McGuire (Fernsehserie, 10 Folgen)
- 1989: Roseanne (Fernsehserie, 2 Folgen)
- 1989: Schöne Bescherung (National Lampoon’s Christmas Vacation)
- 1990: Eine fast anständige Frau (Sibling Rivalry)
- 1991: Iron Maze – Im Netz der Leidenschaft (Iron Maze)
- 1991: Eine schrecklich nette Familie (Married... with Children, Fernsehserie, Folge 6x11)
- 1993: Seinfeld (Fernsehserie, Folge 4x22 Alles wegen Drake!)
- 1993: Die Stunde der Wahrheit (The American Clock, Fernsehfilm)
- 1994: Emergency Room – Die Notaufnahme (ER, Fernsehserie, Folge 1x02)
- 1996: Ein Hauch von Himmel (Touched by an Angel, Fernsehserie, Folge 3x12)
- 1998: Teurer als Rubine (A Price Above Rubies)
- 1998: E-m@il für Dich (You’ve Got Mail)
- 2000: Sunset Strip
- 2003: Numb